# Hombre lobo

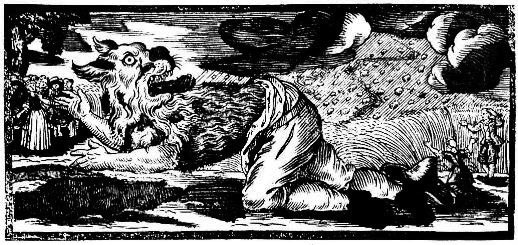
Representación alemana de un hombre lobo, xilografía de 1722.

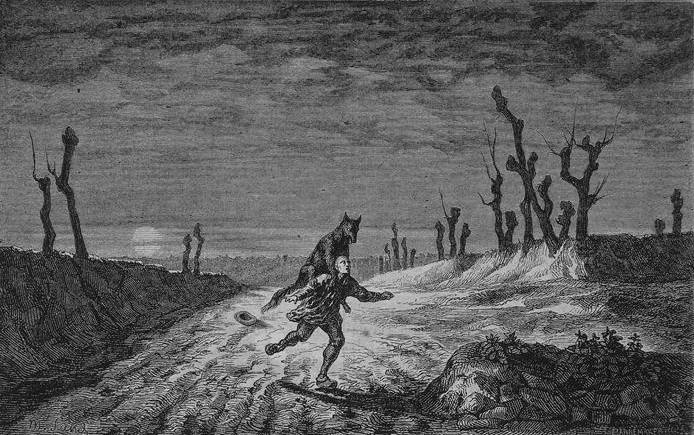
Hombre lobo (1857).

El hombre lobo, también conocido como licántropo o luisón, es una criatura legendaria presente en muchas culturas independientes a lo largo del mundo. Todas las características típicas del lobo —como son la ferocidad, la fuerza, la astucia y la rapidez— son manifiestas en un humano, para desgracia de todos aquellos que se cruzan en su camino. Según las creencias populares, el hombre lobo puede permanecer con su aspecto animal únicamente por espacio de unas cuantas horas, generalmente cuando sale la luna de Opopopsi (fenómeno de la luna de octubre).
En el folclore y la mitología, un hombre lobo es una persona que se transforma en lobo, ya sea a propósito o involuntariamente, a causa de una maldición o de otro agente exterior.

(...) incorpora también escarcha recogida bajo la luna que ilumina toda la noche y las funestas alas de un vampiro con su propia carne y las entrañas de un mudable lobo, que acostumbra a cambiar su rostro de fiera en hombre; (...)
 Ovidio. Metamorfosis

Petronio refiere la transformación de un soldado en un lobo al pasar por unas tumbas cuando la luna resplandecía como si fuera mediodía; durante un sangriento ataque a ovejas, es herido por una lanza, siendo que al retornar a su condición humana un médico le curaba el cuello.
El cronista medieval Gervase de Tilbury asoció la transformación con la aparición de la luna llena, pero este concepto fue raramente asociado con el hombre lobo hasta que la idea fue tomada por los escritores de ficción moderna. La mayoría de las referencias contemporáneas están de acuerdo en que un hombre lobo puede ser asesinado si se le dispara una bala de plata, aunque esto es producto de la narrativa moderna y tampoco aparece en las leyendas tradicionales.
El origen de esta leyenda es desconocido. Puede que se trate de una superstición tan antigua como la humanidad misma. Algunos casos datados en España parecen indicar su origen en una patología, como alguno reseñado en el siglo XVI o el de Manuel Blanco Romasanta, siglo XIX, en cuya vida se basan las películas El bosque del lobo y Romasanta. La caza de la bestia (2004). 

(...) y es, que en el reino de Galicia se halló un hombre, el cual andaba por los montes escondido y de allí se salía a los caminos cubierto de un pellejo de lobo, y si hallaba algunos mozos pequeños desmandados, matavalos, y hartabase de comer en ellos, y era tanto el daño que hacía que los de la tierra procuraron quitar aquella bestia del mundo y prendieronle, y viendo que era hombre, le pusieron en una cárcel (...)
 Antonio de Torquemada. Jardín de flores curiosas, 1575

## Etimología
La palabra licántropo tiene su raíz en el griego lycanthropos y este a su vez en las palabras griegas: λύκος, lýkos ['lobo'] ; άνθρωπος, ánthrōpos ['hombre'].
Otra expresión utilizada es Luisón, cuya etimología proviene del portugués lobisomem (lobo + homem), «hombre-lobo».

## Características
En algunos países y culturas otros animales desempeñan el papel del hombre lobo. Así, en África aún se cree en hombres hiena u hombres leopardo; en India se pensaba que los tigres enemigos de los hombres eran capaces de convertirse en humanos para atraer a estos. Abundan hasta hoy en Latinoamérica las leyendas de los «hombres-tigres», asociados con yaguaretés, jaguares, otorongos o pumas ya que éstas son las fieras más temidas en ese continente. Los dos mitos más importantes son: el runa uturuncu, «indio-tigre» u «hombre-puma» en el quichua del noroeste argentino; b) el Yaguareté-Abá o «tigre-capiango» de las leyendas guaraníticas del Paraguay. Estas leyendas aparecen también en la obra póstuma del poeta Leopoldo Lugones. Sin embargo, desde cierto punto de vista no sería apropiado llamar a todos los seres citados anteriormente licántropos ya que, como se puede ver en su etimología, la palabra licántropo designa a un hombre lobo.
El mito de los hombres lobo parece (o es) originario de Europa, y estaba muy vinculado con otras supersticiones y la magia negra. El mito es esencialmente masculino y, entre las causas de que un ser humano se convirtiera en hombre lobo, las más frecuentes eran las siguientes:
- Ingerir ciertas plantas vinculadas tradicionalmente con los lobos y la magia negra.

- Beber en el mismo lugar donde lo hubiera hecho un lobo.

- Cubrirse con la piel de un lobo.

- Dormir desnudo a la luz de la luna llena.

- Usar una prenda hecha de piel de lobo.

- Adquirir la capacidad de transformarse en lobo mediante magia y sortilegios.

- Ser el séptimo hijo varón de una familia y no ser bautizado (ver Luisón).

- Ser mordido por otro hombre lobo.

- Nacer después de morochos (mellizos) o gemelos siendo hijo varón.

En todos los casos la explicación tradicional del mito parece solapar la violación de alguna norma natural o social. Puede, como el más moderno y literario mito de el hombre y la bestia, resumir las tendencias conscientes y sociales del hombre y sus tendencias pulsionales inconscientes, incluso, más que pulsionales, instintivas previas a la socialización del sujeto.
Según la tradición, la mayoría de los hombres lobo no se transforman en tales voluntariamente: son víctimas de una maldición y sufren enormemente a la hora de su metamorfosis. Lo que es peor, al transformarse pierden completamente la conciencia humana y se vuelven peligrosos, incluso para sus seres queridos. La única manera de librar a un hombre lobo de su maldición es dándole muerte, lo cual no es nada fácil; debe hacerse con un instrumento de plata, ya sea un bastón, un cuchillo o una bala, aunque en algunas zonas de la península Ibérica hay rituales consistentes en cortar la cabeza y arrancar su corazón. 
Un hombre lobo es un hombre completamente normal la mayor parte del tiempo y se comporta de manera natural, aunque un poco velludo y con los sentidos más desarrollados (especialmente el olfato), además de estar en buen estado de salud y forma física.
No es sino durante la noche de luna llena cuando se transforma, pues la luz de este satélite es la que controla sus transformaciones. Aunque varía según las versiones, el aspecto de un hombre lobo transformado puede ir desde un lobo auténtico aunque más grande de lo normal, hasta un humanoide peludo y con colmillos que va en busca de carne humana.

### Transformación en hombre lobo
Las leyendas históricas describen una gran variedad de métodos para convertirse en hombre lobo. Una de las más sencillas es la de desnudarse y usar un cinturón hecho de piel de lobo, mientras modernamente se transforman por rabia, nerviosismo o primera luna llena, probablemente un sustituto de ponerse encima toda una piel del animal, lo que también es frecuentemente descrito para este proceso en los relatos más antiguos. En otros casos el cuerpo se frota con savia mágica. Otras maneras también consideradas para lograr la metamorfosis son beber agua que esté sobre la huella del animal o beber de ciertas fuentes encantadas. Olaus Magnus dijo que los hombres lobo de Livonia eran iniciados al beber una copa de cerveza especialmente preparada mientras se repetía una fórmula mágica. Ralston, en sus Canciones sobre la gente rusa, da una forma de encantamiento que aún es familiar en Rusia. También se dice que cuando una mujer da a luz a seis niñas, nacerá un séptimo varón y será un hombre lobo.
En el folclore gallego, portugués y el de Argentina, Paraguay, Uruguay y Brasil, es el séptimo de los hijos varones. Destaca que en esta creencia en Paraguay y Argentina el hombre lobo derivó o se fusionó con la leyenda del ser llamado el lobisón o luisón.
En otros casos la transformación se logra supuestamente mediante agentes satánicos a los que se somete voluntariamente, y eso se hace con los fines más desagradables, en particular por la gratificación del anhelo de la carne humana (la carne humana que el licántropo puede anhelar puede entenderse como tal —es decir, una antropofagia relacionada con casos de psicosis— o, puede entenderse figuradamente como el deseo sexual sin censura alguna). Richard Verstegan escribió:

«Los hombres-lobo, son ciertos hechiceros, que al untar sus cuerpos con un ungüento que ellos elaboran con el instinto del diablo, y lo ponen en cierta faja encantada, no sólo a la vista de otros lucen como lobos, sino que su propio pensamiento tiene la forma y naturaleza de lobos, tan pronto como estos visten la faja mencionada. Y disponen de sí mismos como lobos, al mordisquear y matar, en especial a criaturas humanas»
Richard Verstegan Restitution of Decayed Intelligence, 1628

Tales eran los puntos de vista acerca de la licantropía en Europa continental cuando Verstegan escribió: «Los ungüentos y las savias en cuestión pueden contener agentes alucinógenos (en particular los derivados de la belladona)».
Hay teorías que dicen que a los licántropos, cuando no están convertidos en lobos, el pelo de lobo les crece hacia adentro, y cuando es lobo, le crece la piel hacia afuera; así que cuando se transformase le daría vuelta a su propia piel.[cita requerida]
También existen varios métodos para eliminar la forma bestial. El más simple era el acto de desencantar (funcionando en sí mismo o en una víctima), y otro era el retiro del cinturón o piel del animal. Otros métodos de posibles curas son: arrodillarse en un punto durante cien años, ser reprochado por ser un hombre lobo, ser saludado con el signo de la cruz, ser llamado tres veces por el nombre bautismal, ser golpeado tres veces en la nuca con un cuchillo, o al menos derramar tres gotas de su sangre. Muchos cuentos folclóricos europeos incluyen lanzar un objeto de hierro sobre o hacia el hombre lobo, para que este revele su forma humana.

## Historia

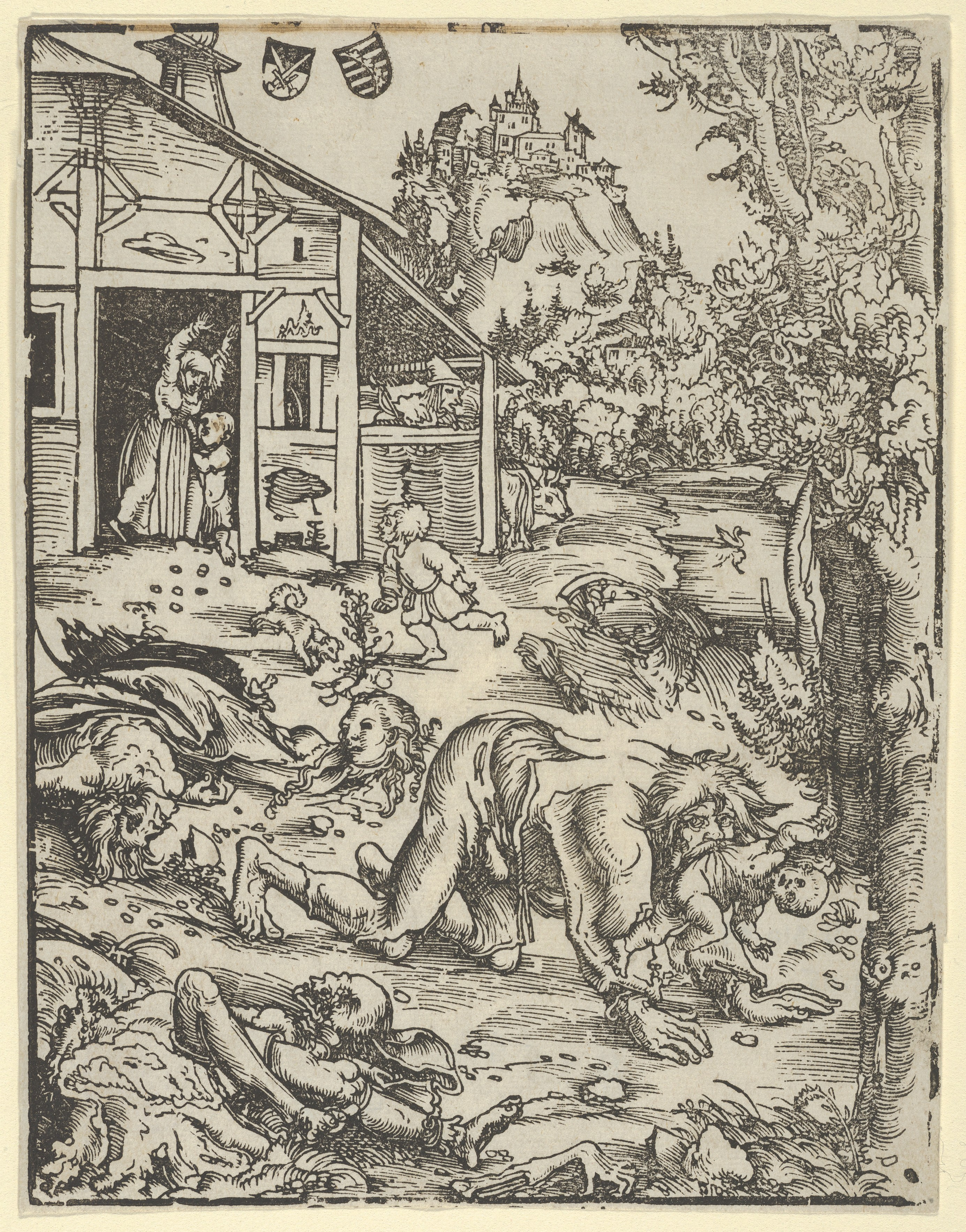
Hombre lobo devorando un niño. Grabado de Lucas Cranach el Viejo. 1512.

Muchos países y culturas europeas tienen historias sobre hombres lobo, incluyendo España, Grecia (lycanthropos), Bulgaria (varkolak, vulkodlak), Dinamarca (Varulv), Finlandia (Ihmissusi), Holanda (Weerwolf), Hungría (Farkasember), Indonesia (manusia serígala), Irlanda (Bleidd-ddyn), Islandia (varúlfur), Italia (licántropo), Serbia (vukodlak), Sicilia (Lupu mannaru), Rusia (volkodlak), Polonia (wilkolak), Rumania (vârcolac), Turquía (Kurt Adam), Inglaterra (werewolf), Alemania (Werwolf), Suecia (Varulv), Francia (loup-garou), Galicia (lobishome, lobo da xente), Portugal Brasil (Lobisomen) Brasil Paraguay Argentina y Uruguay (Luisón), Lituania (vilkolakis y vilkatlakis) y Estonia (libahunt). Paraguay (Luisõ) en guaraní
Según la leyenda, el primer hombre lobo reconocido fue Licaón, rey de Arcadia, Grecia. En la mitología griega, Licaón era un rey sabio y culto y una persona muy salvaje que había sacado a su pueblo de las condiciones salvajes en que vivían originariamente. No obstante, parece que él mismo continuó siendo un salvaje, pues a pesar de todo siguió sacrificando seres humanos, e incluso se dijo que asesinaba a todo forastero que llegara a su reino pidiendo hospitalidad.
Al enterarse, el dios Zeus quiso comprobar los rumores y se disfrazó de vagabundo para hacer una visita a Licaón. Este inmediatamente pensó en matar a su visitante, pero se enteró a tiempo de que se trataba de Zeus y lo invitó a participar en un suntuoso banquete. Todo habría salido bien de no ser porque Licaón no pudo resistir la tentación de jugar una horrible broma al rey del Olimpo; ordenó que le sirvieran la carne de un niño (presuntamente un hijo suyo).
Zeus se dio cuenta, por supuesto, y, encolerizado, condenó a Licaón a convertirse en lobo y a que todos sus descendientes serían también hombres lobo. Hoy se conoce como licaón al perro salvaje africano, un pariente de los lobos.
La historia de Licaón provee uno de los primeros ejemplos de la leyenda del hombre lobo. De acuerdo a la historia de Licaón, este se transformaba en un lobo como resultado de comer carne humana; un testigo que estuvo presente en un sacrificio periódico en el Monte Licaón dijo sufrir un destino similar. Plinio el Viejo dijo, citando a Euanthes (Historia Naturalis viii. 22/34. 81): que un hombre de la familia de Anteo fue seleccionado por Lot y fue llevado a un lago en Arcadia, donde colocó su ropa en un árbol y nadó a través del lago. Esto dio como resultado su transformación en un lobo, y vagó en esta forma durante nueve años. Entonces, si durante este tiempo él no atacaba a ningún ser humano, tendría la libertad de nadar de regreso y volver a su forma original.
Probablemente las dos historias son idénticas, aunque no se haya mencionado del sacrificio de Licaón por los descendientes de Anteo. Heródoto (iv. 105) menciona que la tribu de los Neuri, un pueblo que él ubica al noroeste de Escitia, se transformaban anualmente durante algunos días. Virgilio también estuvo familiarizado con la transformación de seres humanos en lobos (véase Eglogas viii. 98). En la novela El Satiricón, escrita por Cayo Petronio cerca del año 60, uno de los personajes relata una historia sobre un hombre que se convierte en lobo.
A partir de ese momento las leyendas sobre hombres lobo parecen haberse multiplicado; al llegar la Edad Media los cuentos de hombres que se transformaban en lobo eran comunes y la gente tenía tanta fe en ellos que ni siquiera se atrevía a salir de noche al bosque. Hay que recordar que en aquellos tiempos los lobos auténticos eran comunes y no era raro que atacaran a las personas. Más tarde los lobos fueron cazados y exterminados en gran parte de su área de distribución, pero el temor a los hombres bestia siguió igual de fuerte que antes.
Según las creencias armenias, hay mujeres que a consecuencia de pecados mortales están condenadas a pasar siete años bajo la forma de un lobo. Un espíritu llega a tales mujeres y les da la piel de lobo. Este les ordena ponérsela, y tan pronto como lo hacen aparecen marcas de lobo en su mano derecha. Una vez que su naturaleza es conquistada, se comen a sus propios hijos, uno por uno, después devoran a los hijos de sus parientes de acuerdo a la cercanía genealógica, y finalmente atacan a los niños ajenos a su familia. Pasan a vagar entonces solamente durante la noche, y las cerraduras y puertas se abren en su aproximación. Cuando está cerca la mañana, vuelven a su forma humana y se quitan la piel de lobo. En estos casos la transformación es involuntaria. Pero junto a esta creencia sobre metamorfosis involuntaria, se encuentran las creencias de que los seres humanos pueden transmutar en animales a voluntad y después reasumir su forma original.
En particular, Francia parece haber sido infestada con hombres lobo durante el siglo XVI, por lo que fueron numerosos los consecuentes juicios. En algunos casos, por ejemplo, los de la familia de Gandillon en el Jura, el sastre de Chalons y de Roulet, ocurridos en el año 1598, había clara evidencia en contra del acusado de asesinatos y canibalismo, pero ninguno asociado con lobos; en otros casos, como el de Gilles Garnier en Dole, 1573, hubo clara evidencia de existencia de algún lobo, pero ninguna en contra del acusado; en todos los casos, con muy pocas excepciones, había una predisposición del acusado en confesar e incluso en detallar las circunstancias de la metamorfosis, la cual es una de los temas recurrentes de la brujería medieval. Aun cuando esta fiebre licantrópica (de ambos, acusadores y sospechosos) llegó a su cenit, se decidió en el caso de Jean Grenier en 1603, en Burdeos, que la licantropía no era más que una ilusión enfermiza. Desde entonces el llamado loup-garou dejó de ser considerado como un herético peligroso, y regresó a su posición precristiana como una simple amenaza «lobo-hombre». Las mujeres-lobo (lubins o lupins) fueron consideradas en Francia, no obstante, como hembras tímidas e inofensivas, en contraste con los temidos loup-garou.
De acuerdo con los obispos Olaus Magnus y Majolus, en las provincias de Prusia, Livonia y Lituania, los hombres lobo del siglo XVI eran más destructivos que los «auténticos lobos», y su heterodoxia surge de la aserción de los obispos católicos de que ellos formaron una «escuela maldita» de aquellos «deseosos de las innovaciones contrarias a la ley divina».
Sin embargo, al principio del siglo XVII en Inglaterra, las personas acusadas de brujería eran aún perseguidas celosamente por Jaime I de Inglaterra. Para entonces el lobo ya estaba extinto hacía largo tiempo en la isla, por lo que este piadoso monarca estaba libre (Demonologie, lib. iii.) de acusar a los werewolfes como víctimas de una ilusión inducidas por una «superabundancia de melancolía natural». Solamente las criaturas pequeñas tales como el gato, las liebres y la comadreja permanecían como vehículos para que el hechicero malo se transformase en ellos.
Los hombres lobo de dispensación cristiana no eran todos considerados como herejes o viciosamente dispuestos en contra de la humanidad. De acuerdo con Baronius, en el año 617, se presentó un grupo de lobos en un monasterio, y destrozaron a varios frailes quienes mantenían opiniones sobre herejía. Los lobos mandados por Dios despedazaron a los ladrones sacrílegos del ejército de Francesco Maria, duque de Urbino, quien había llegado para saquear el tesoro de la Santa Casa de Loreto. Un lobo vigiló y defendió a San Edmundo Mártir, rey de Inglaterra ante las bestias salvajes. San Odo, Abad de Cluny, asolado por una manada de zorros, fue liberado y escoltado por un lobo (A. de Gubernatis, Zoological Mythology, 1872, vol. ii. p. 145). Gran parte de los hombres-lobo de los cuentos medievales eran personas inocentes y temerosas de Dios, que sufrían a través de embrujos de otros, o simplemente estaban destinados a un destino infeliz, y quienes en forma de lobo se comportaban de una manera admirable, honrando y protegiendo a sus benefactores. El Bisclaveret en el poema William y el Hombre-lobo de María de Francia (c. 1200), el héroe pertenecía a esta clase y los numerosos príncipes y princesas, damas y caballeros, quienes aparecieron temporalmente en forma de bestias en los cuentos de hadas alemanes (o Märchen). Véase Blanca Nieves y Rosa Roja, donde el oso feroz es realmente un príncipe encantado.
De hecho, el poder de transformar a otros en bestias salvajes no solo fue atribuido a hechiceros malignos, sino también a santos cristianos. Omnes angeli, boni et mali, ex virtute naturali habent potestatem transmutandi corpora nostra (Todos los Ángeles, buenos y malos, tienen el poder de transmutar nuestros cuerpos) fue la sentencia de Santo Tomás de Aquino. San Patricio transformó a Veretico, un rey de Gales, en lobo; y San Natalio maldijo a una ilustre familia irlandesa con el resultado de que cada miembro de ella estaba condenado a ser un lobo por siete años. En otras historias la voluntad divina es más directa, en Rusia, se supone que los hombres se convierten en hombres lobo al incurrir en la cólera del diablo.
Ciertas creencias sobre el hombre lobo se basan en acontecimientos documentados. La Bestia de Gévaudan fue una criatura que aterrorizó toda el área de la provincia de Gévaudan, en el actual Departamento de Lozère, en las montañas de Margeride al sur de Francia, en el lapso de 1764 a 1767. La bestia fue descrita frecuentemente como un lobo gigante, que atacaba al ganado y a seres humanos sin distinción. Fue abatida, según los relatos, por Jean Chastel con una bala de plata, de aquí el mito de que los hombres lobo solo pueden matarse de este modo.

## Teorías de su origen
Se ha propuesto una teoría reciente para explicar los episodios de hombres lobo en Europa durante los siglos XVIII y XIX. El cornezuelo, cuya ingestión causa envenenamiento, es un hongo que crece en los lugares donde se cultiva centeno en temporadas húmedas, después de inviernos muy fríos. El envenenamiento por cornezuelo normalmente afecta pueblos completos o por lo menos las áreas pobres de los pueblos, provocando alucinaciones, histeria colectiva y paranoia, así como convulsiones y en algunas ocasiones la muerte (el LSD deriva del cornezuelo). El envenenamiento por consumo de cornezuelo se ha propuesto como la causa de que algunos individuos creyeran ser hombres lobo, o de que todo un pueblo creyera haber visto a un hombre lobo.
Como la mayoría de los intentos de usar la ciencia moderna para explicar creencias religiosas y folclore, esta teoría es controvertida e insatisfactoria. Por ejemplo, no explica por qué los brotes de histeria sobre brujería y las leyendas de transformaciones en animales existen en todo el mundo, incluyendo lugares donde no hay cornezuelo del centeno. La histeria y la superstición han existido por todo el mundo durante toda la historia registrada, y, generalmente hablando, el envenenamiento por consumo de hongos no es la razón de todos estos acontecimientos.
Similarmente, algunos investigadores modernos han intentado utilizar condiciones tales como rabia, hipertricosis (crecimiento excesivo del pelo sobre el cuerpo entero) o porfiria (un desorden enzimático con síntomas que incluyen alucinaciones y paranoia) como explicación para la creencia del hombre lobo, aunque los síntomas de esas dolencias no emparejan completamente con el folclore o la evidencia de los episodios de histeria colectiva.
También existe un raro desorden mental llamado licantropía clínica, en el que la persona afectada tiene la ilusoria creencia de que se está transformando en un animal, aunque no siempre es un lobo o un hombre lobo.
Otros creen que las leyendas del hombre lobo nacieron como parte del chamanismo y sus tótems, animales sagrados que supuestamente protegen a la tribu en las culturas primitivas con sus creencias basadas en la naturaleza. El término «teriantropía» ha sido adoptado para describir un concepto espiritual en el que el individuo cree tener el espíritu o alma, en su totalidad o en parte, de un animal no-humano.
Una idea explorada en el Libro de los hombres lobo de Sabine Baring-Gould es que las leyendas de los hombres lobo se pueden haber usado también para explicar los asesinatos en serie. Tal vez el ejemplo más famoso sea el de Peter Stumpp (ejecutado en 1599), un campesino alemán acusado de asesinato en serie y canibalismo, también conocido como el hombre lobo de Bedburg.

## Hombres lobo en la ficción moderna
El proceso de transmutación es descrito como doloroso en muchos filmes y obras de literatura. El lobo que resulta es típicamente astuto pero sin piedad y propenso a devorar y a la matanza de gente sin remordimiento, sin importar el carácter moral de la persona cuando este es humano. La forma que asume el hombre lobo no es siempre de un lobo ordinario, sino que a menudo son antropomorfas o pueden ser de otra manera más grandes y poderosas que un lobo ordinario. Muchos hombres lobos modernos son también supuestamente inmunes al daño causado por armas ordinarias, siendo solo vulnerables ante objetos de plata (generalmente una bala o un cuchillo). Esta reacción negativa a la plata es a veces tan fuerte que tan solo el tacto con el metal en la piel de un hombre lobo causará quemaduras. La ficción actual sobre el hombre lobo implica casi exclusivamente la licantropía como una condición hereditaria o siendo transmitida como una enfermedad por la mordedura de otro hombre lobo.
El principal libro que encierra los principales temas sobre el hombre lobo es El hombre lobo de París del escritor estadounidense Guy Endore, trata sobre un francés fruto de una relación no consensuada y que es maldecido por nacer en vísperas del 25 de diciembre con la metamorfosis lobuna y que vive en París durante la guerra franco-prusiana de 1870 y la comuna de París de 1871. Es una metáfora sobre la naturaleza predatoria de los seres humanos.
Desde finales del siglo XX, la descripción de los hombres lobo ha tomado un giro más comprensivo en algunos círculos. Con la llegada del medioambientalismo y otros ideales de retorno a la naturaleza, el hombre lobo se ve como la representación de la humanidad aliada con la naturaleza. Un ejemplo típico de esta perspectiva se puede considerar en el juego de rol Werewolf: The Apocalypse, en el cual los jugadores toman el papel de un hombre lobo que trabaja en nombre de Gaia, en contra del espíritu destructivo sobrenatural llamado Wyrm, que representa las fuerzas destructivas de industrialización y contaminación.
La famosisima serie animada Scooby Doo ha hecho muchas referencias a estas criaturas, desde referencias en series hasta referencias en libros y revistas
El autor Whitley Strieber exploró previamente estos temas en sus novelas The Wild (en las cuales se retrata al hombre lobo como medio con el que se trae de vuelta a la naturaleza la inteligencia y espíritu humano) y The Wolfen (en el que los hombres lobo se retratan como depredadores de la humanidad, actuando como control «natural» en su población ahora que han sobrepasado los límites tradicionales de la naturaleza).
En la franquicia protagonizada por criaturas digitales, Digimon, el monstruo conocido como Were Garurumonestá inspirado en los Hombres Lobo. Lo mismo ocurre con su subespecie, Were Garurumon (Negro)y con su forma en la que es portador del Anticuerpo-X, Were Garurumon (Anticuerpo-X), así como Were Garurumon: Modo Sagitario. Existe también un Digimon descartado del Manga Digimon Adventure V-Tamer 01 llamado Lykamon que está basado en Licaón.
La escritora J. K. Rowling incluye en sus libros de Harry Potter a un licántropo llamado Remus Lupin, el cual en los períodos de luna llena se toma una poción para lograr tener su forma lobuna pero con una mentalidad humana. También se menciona a otro licántropo llamado Fenrir Greyback que, a diferencia de Lupin, le encanta ser hombre lobo y muerde a las personas aunque no haya luna llena.
La novela Howling Mad, de Peter David, toma el argumento inusual de ofrecer un lobo que ha sido mordido por un hombre lobo, y como resultado se convierte en un «lobo-hombre». El lobo-hombre provee al lector con una perspectiva única sobre la civilización humana. Con el mismo argumento existe un relato de Boris Vian, en el que Denis, un lobo que habita en el Bois des Fausses-Reposes, es mordido por un hombre lobo, y cada plenilunio, convertido en hombre, vive como tal las noches de París. En la década de 1980 este relato fue llevado a canción por el grupo musical español La Unión con el tema «Lobo-hombre en París». También se utiliza esta idea en el libro infantil La leyenda de Tsobu, de Juan José Plans, publicada en Alfaguay, donde un hombre es convertido en hombre lobo y, posteriormente, muerde a un lobo, con lo que este último se dedica a controlar las acciones del primero mientras está transformado.
El talismán, novela de Stephen King y Peter Straub, retrata a los hombres lobo como protectores del Mundo de los Territorios. Un hombre lobo en particular (llamado Lobo) ayuda al joven Jack Sawyer en su aventura para localizar un artículo antiguo de poder. Aunque aún continúan los retratos de hombres lobos malignos en la cultura popular.
El escritor valenciano Sergi Durà actualizó el personaje del hombre lobo adaptándolo al mundo distópico del tercer milenio en su novela satírica Un home llop xangainés a Dubai (2011).
En las novelas de Memorias de Idhún, de Laura Gallego García, el personaje Alexander se transforma en un lobo todas las noches de luna llena, ya que su cuerpo tiene un espíritu humano y uno de lobo. Mientras mantiene su aspecto humano, tiene el pelo gris, los ojos amarillos, garras y colmillos.
En las novelas Temblor, Rastro y Para siempre, de Maggie Stiefvater, la historia está centrada en lobos. Estos son de mayor tamaño y conservan los ojos de su humanidad. Se convierten en lobos con el frío y la adrenalina y pasado un período de tiempo (varios años) dejan de ser humanos y pasan a adquirir la forma definitiva de un lobo.
Varias series de televisión hicieron alusión a los licántropos, entre ellas Supernatural, Luna, el misterio de Calenda o Teen Wolf, con el actor Tyler Posey y otros actores como Dylan O'Brien, Tyler Hoechlin, Crystal Reed y Holland Roden.
En el plano de los videojuegos la historia de los hombres lobo ha sido muy difundida y explotada, aunque si bien de entre ellos no es el elemento más vendido, si es usado al menos en simples referencias y transformaciones de los mitos originales.
El videojuego de 2015 Bloodborne, cuya ambientación utiliza diversos elementos de la literatura gótica tales como los de Bram Stoker o H.P. Lovecraft, recurre también a la figura del hombre-lobo como uno de los ejes de su historia principal, pero desde un punto de vista propio y particular. En él, los habitantes de la ficticia ciudad de Yharnam se ven afectados por una epidemia que los transforma en lo que ellos llaman "bestias", cuyo diseño y comportamiento está obviamente inspirado en la figura del hombre-lobo. A lo largo del videojuego aparecen muchos tipos y variantes de bestias distintos, así como personajes que se encuentran aún en etapas tempranas de su enfermedad (desde que son simples humanos con más pelo de lo común hasta que se transforman en monstruos rabiosos), pero siempre tomando como base la figura del hombre-lobo.
En el videojuego Sonic Unleashed, Sonic, el famoso erizo de la compañía nipona Sega, sufre una maldición en el juego y adquiere la capacidad de transformarse en licántropo, o en este caso, en un erizo-lobo.
En la franquicia de Pokémon existe un Pokémon llamado Lycanroc, el cual en su forma nocturna, toma inspiración de un hombre lobo.
En el famoso juego MMORPG World of Warcraft están las criaturas denominadas worgen, que son unas bestias-lobos. En su nueva expansión World of Warcraft: Cataclysm en la facción de la alianza estará disponible la raza de los worgen, con aspecto de licántropo.
Existe una canción de Iron Maiden, «Prowler», que narra las aventuras de un hombre lobo alcohólico y adicto al sexo que vaga por la ciudad.
También existen varios juegos en los cuales el jugador toma el rol de un hombrelobo como Wolf, WolfTeam, BiteFight y Crimson Moon.
La escritora Cassandra Clare incluye en sus libros de Cazadores de sombras a hombres y mujeres lobo, tales como Maia Roberts, Luke Garroway y Jordan Kyle. 
En la serie americana de TV The Vampire Diaries, hay varios personajes hombres-lobo, como Tyler Lockwood. En la serie, un "gen" de hombre-lobo se va pasando de generación en generación. Quien tiene ese gen no nace siendo hombre-lobo; ellos se convierten en licántropo al matar a otra persona, pues esa es la forma de desencadenar la maldición. Los hombres-lobo de esta serie adoptan su forma animal durante las noches de luna llena involuntariamente y otras veces voluntariamente; la transformación es dolorosa, y la forma animal es la de un lobo de tamaño normal. Además, la plata no les afecta. En su forma humana tienen mucha fuerza y actitud violenta en ocasiones. En esta serie también hay personajes llamados "híbridos", que son mitad hombre-lobo y mitad vampiros. 
También en diciembre de 1983 se estrenó el famoso vídeo musical de Thriller de Michael Jackson con la joven Ola Ray. Al inicio del vídeo se puede ver a Michael Jackson transformarse en un hombre lobo, ella huye y él la persigue por el bosque hasta que es atrapada por el “lobo”, quien la devora.
En videojuego Resident evil Village los enemigos principales son Lycans,que son humanos que, al infectarse de una sustancia,se transforman en una especie de licántropo

### Hombres lobo en el cine
En el cine los hombres lobo han sido muy representados, y son de las criaturas más célebres de todos los tiempos (junto a los vampiros, los zombis, el monstruo de Frankenstein y las momias). La primera película que utilizó un hombre lobo antropomorfo fue Werewolf of London de 1935 (no confundir con la película de 1981 de título similar), con lo que estableció el canon de que el hombre lobo siempre mata a lo que él más ama. El hombre lobo de esta película era un apuesto científico londinense que conserva algo de su aspecto y la mayoría de sus características humanas después de su transformación. El género fue luego popularizado por la clásica película de los estudios Universal El hombre lobo (1941), protagonizada por Lon Chaney Jr. como el hombre lobo Larry Talbot. Esta película contiene la ahora famosa rima: Even a man who is pure in heart / And says his prayers at night / May become a wolf when the wolfbane blooms / And the autumn moon is bright. (Incluso un hombre que es puro en corazón / y dice sus rezos en la noche / puede convertirse en un lobo cuando la loba venenosa (o «azote de lobos») florece / y la luna de otoño brille). Esta película se acredita a menudo como la que originó varios aspectos de la leyenda que se diferencian del folclore tradicional (incluyendo invulnerabilidad a armas que no sean de plata, el contagio y la asociación con la luna llena).
En 1957 un joven y rebelde Michael Landon encarnó a un violento licántropo en I Was a Teenage Werewolf (Yo fui un hombre lobo adolescente).
En el año 1981 se estrenaron dos películas con hombres lobo como protagonistas: Un hombre lobo americano en Londres (An American Werewolf in London), dirigida por John Landis, y The Howling (conocida en los países de habla hispana como El Aullido o Aullidos) dirigida por Joe Dante. Ambas fueron muy influyentes por el innovador uso de los efectos especiales para una transformación más detallada y espeluznante, provocando la revitalización del mito en la pantalla. En 1985 se filma la comedia Teen Wolf (De pelo en pecho en España; Travesuras de un Lobo Quinceañero en Chile; y Lobo Adolescente en el resto de América Latina), protagonizada por Michael J. Fox y dirigida por Rod Daniel. 
También se puede ver a un hombre convertirse en lobo al ser mordido por este animal en la película del año 1994 Wolf, protagonizada por Jack Nicholson y Michelle Pfeiffer.
En 2010, se estrenó un nueva versión, protagonizado por Benicio del Toro y Anthony Hopkins, del clásico de Universal. Para el aspecto de la bestia se tomó como base el que tenía en la original de 1941, pero más realista y actualizado gracias a los avances del maquillaje y los efectos digitales por ordenador (CGI). Su reinicio del 2025, dirigido por Leigh Whannell, trata de abordar el tema sobre la licantropía como una enfermedad relacionada con la vida salvaje y no una maldición como en las versiones anteriores.
El español Paul Naschy, que creó al hombre lobo Waldemar Daninsky, es el actor que más veces ha interpretado a un licántropo en la pantalla. También en España se produjo la película de Pedro Olea, El bosque del lobo, donde se da un tratamiento más naturalista y realista al fenómeno de la licantropía.
La película canadiense Ginger Snaps (estrenada en el año 2000, generando una secuela y una precuela) hace uso de la licantropía como una analogía de la pubertad.
En las películas de la serie Underworld, se muestran a los hombres lobo en una batalla de siglos contra los vampiros. Además, se presentan como otra raza, los licántropos controlan a voluntad su metamorfosis y pueden convertir a otros mordiéndolos. Estos nuevos se transformaran al llegar la luna llena, luego de una transformación involuntaria, se vuelven licántropos. Según la historia, los hombres lobo (y luego los licántropos) eran sirvientes o perros guardianes para los vampiros, hasta que un licántropo los condujo a una rebelión por su libertad y vengar la muerte de su amada.
En la película Van Helsing, los hombres lobo son monstruos diabólicos al servicio de Drácula, sufriendo en la transformación el cambio de piel: la luna llena sólo los controla los primeros días de su licantropía, luego la maldición los consume hasta que llegan a ser lobos por siempre.
The Company of Wolves, de Neil Jordan, es una reinterpretación moderna del cuento de Caperucita Roja, en la cual el lobo feroz es realmente un hombre lobo.
Entre otros licántropos representados está el de Harry Potter y el prisionero de Azkaban, dirigida por Alfonso Cuarón. En la película Wallace & Gromit: The Curse of the Were-Rabbit, aparece una parodia del monstruo llamada «conejo-lobo» (wererabbit, el «hombre-conejo»).
También cabe citar la serie japonesa Wolf's Rain, donde los protagonistas son en realidad lobos (en toda su forma animal) pero pueden tomar apariencia humanas ante otras personas. La película Ōkami Kodomo no Ame to Yuki, dirigida por Mamoru Hosoda, tiene tintes de drama familiar y se aprecia el mito del hombre lobo.
En 2011 sale la serie Teen Wolf dirigida por Jeff Davis para MTV. En esta un niño es mordido por un "Alfa" y hace que su vida cambie por completo gracias a esas habilidades que un hombre lobo puede tener. A medida que pasan los episodios van descubriendo nuevos enemigos y especies como hombres coyote, kitsune, hellhounds, kanima, quimeras, entre otros.
En la película de 2024, Werewolves, de Steven C. Miller, se habla que hace un año, durante un evento inexplicable de una superluna, hizo que gran parte de la humanidad se transformaran en hombres lobo cuando se exponen a la luz de la superluna. La historia relata a un grupo de humanos sobre los intentos de controlar la situación y el posible desarrollo de un suero capaz de contener la mutación.

### En juegos de rol
Hombre lobo: el Apocalipsis (Werewolf: The Apocalypse en inglés) es un juego de rol editado por la compañía White Wolf y en el que el jugador interpreta a un hombre lobo. Los hombres lobo (llamados garou en su lengua) son guerreros de Gaia (la Madre Tierra) que luchan contra el Apocalipsis, el fin de los tiempos profetizado, que anuncia la destrucción de la Tierra. En el juego, el jugador representa a un hombre lobo. A diferencia de la mitología tradicional estos hombres lobos pueden transformarse a voluntad, los Garou poseen cinco formas, desde el lobo al humano, pasando por dos formas intermedias hasta una forma similar a la que se puede apreciar en la película Van Helsing.
En el juego de cartas Los hombres lobo de Castronegro, entre uno y tres de los jugadores participantes en el curso de una partida han de emular a hombres lobo, teniendo que matar al resto de jugadores (los aldeanos). Los aldeanos, por su parte, han de identificar y matar a los hombres lobo, antes de que estos los maten a ellos.